# Municipio de Gillis Bluff
El municipio de Gillis Bluff (en inglés: Gillis Bluff Township) es un municipio ubicado en el condado de Butler en el estado estadounidense de Misuri. En el año 2010 tenía una población de 683 habitantes y una densidad poblacional de 4,82 personas por km².

## Geografía
El municipio de Gillis Bluff se encuentra ubicado en las coordenadas 36°32′34″N 90°16′43″O / 36.54278, -90.27861. Según la Oficina del Censo de los Estados Unidos, el municipio tiene una superficie total de 141.77 km², de la cual 140,73 km² corresponden a tierra firme y (0,73 %) 1,04 km² es agua.

## Demografía
Según el censo de 2010, había 683 personas residiendo en el municipio de Gillis Bluff. La densidad de población era de 4,82 hab./km². De los 683 habitantes, el municipio de Gillis Bluff estaba compuesto por el 98,24 % blancos, el 0,44 % eran afroamericanos, el 0,73 % eran amerindios, el 0,44 % eran de otras razas y el 0,15 % eran de una mezcla de razas. Del total de la población el 1,17 % eran hispanos o latinos de cualquier raza.